# Syarinus enhuycki
Syarinus enhuycki es una especie de arácnido del orden Pseudoscorpionida de la familia Syarinidae.

## Distribución geográfica
Se encuentra en Michigan, Nueva York  (estado) y Nuevo Hampshire en (Estados Unidos).